# جون فاليلي
جون فاليلي (بالإنجليزية: John Vallely)‏ مواليد 3 أكتوبر 1948 في نيوبورت بيتش، هو لاعب كرة سلة أمريكي سابق. بدأ مسيرته الاحترافية في سنة 1970. تم اختياره من قبل فريق أتلانتا هوكس خلال الدرافت. يبلغ طوله 6 قدم 3 بوصة (1.9 م). اعتزل اللعب في 1972. لعب مع أتلانتا هوكس وهيوستن روكتس.

## روابط خارجية
- جون فاليلي على موقع إن بي أي (الإنجليزية)
- جون فاليلي على موقع سبورتس رفرنس (الإنجليزية)
- جون فاليلي على موقع كلية كرة السلة في سبورتس رفرنس.كوم (الإنجليزية)
- جون فاليلي على موقع ريلجم (الإنجليزية)
- جون فاليلي على موقع بروبوليرز (الإنجليزية)